# Inácio Francisco de Araújo Costa

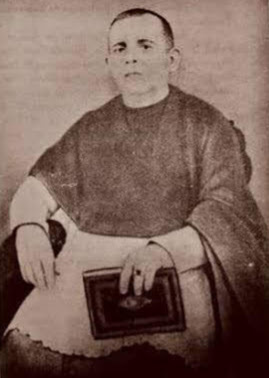
Padre Marcos de Araújo Costa, irmão caçula de D.Inácio Francisco de Araújo Costa

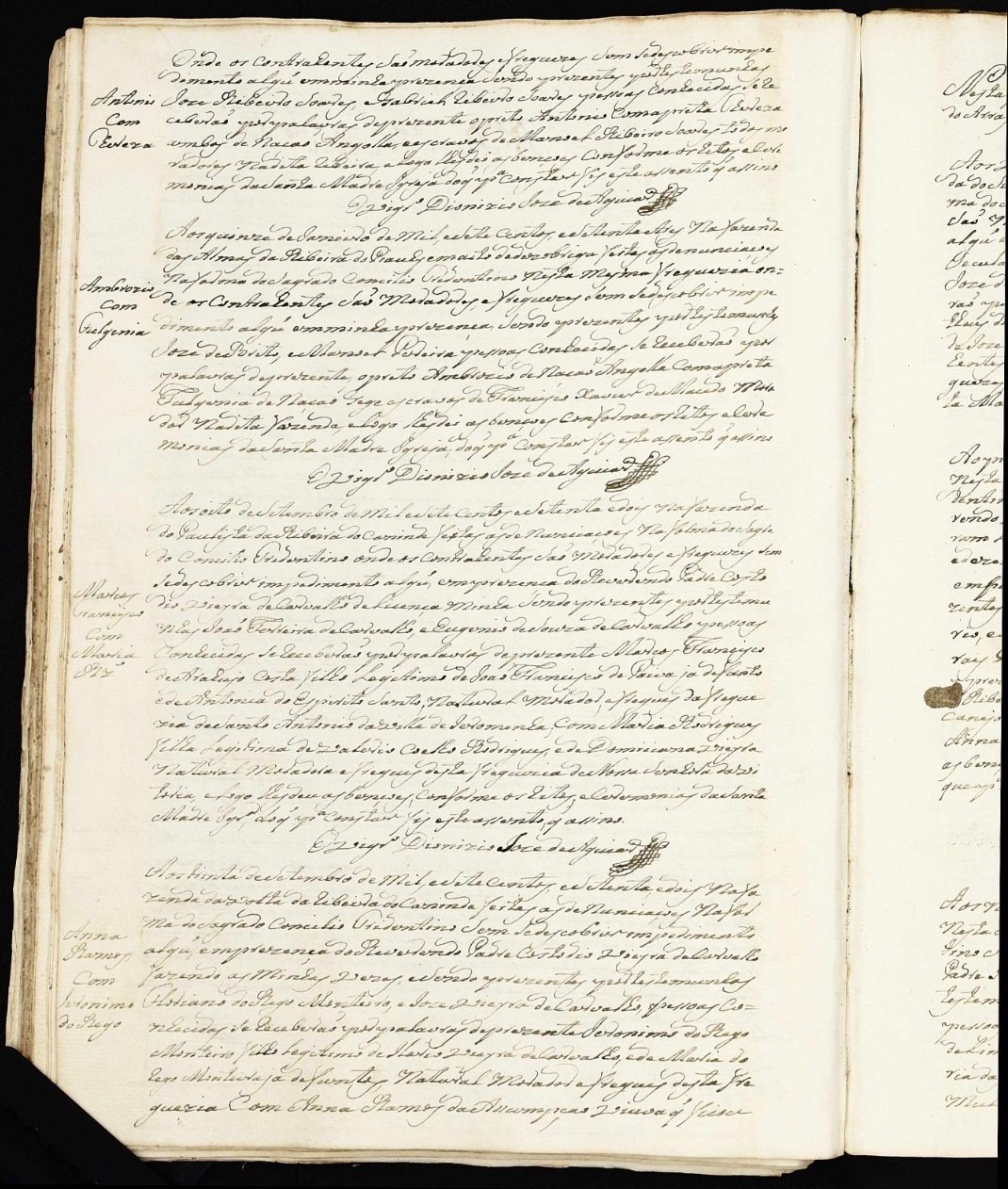
O Terceiro casamento, trata do enlace matrimonial, ocorrido em 08-09-1772- dos pais de D.Inácio Francisco de Araújo Costa- O Ouvidor Geral Marcos Francisco de Araújo Costa e D.Maria Rodrigues de Santana

Inácio Francisco de Araújo Costa foi um nobre e político brasileiro de origem portuguesa, irmão primogênito do célebre Padre Marcos de Araújo Costa, ambos filhos de D.Marcos Francisco de Araújo Costa e netos pelo lado materno de Dom Valério Coelho Rodrigues, o qual foi patriarca da maior parte das famílias mais tradicionais e distintas do Piauí e no assentamento da base econômica do Estado, além de ter sido uma figura muito importante no processo da colonização portuguesa no Piauí.
D.Inácio Francisco, assim como seu irmão D.Marcos de Araújo Costa, nasceu no arraial de Paulista (hoje município de Paulistana), na casa de seu avô materno. Uma escrava perita na arte de costura, confeccionou o enxoval de ambos. Os nascimentos foram solenemente comemorados por toda a família com vinho do Porto, de Portugal. Como membros de famílias tradicionais, seus destinos estavam traçados: o primeiro seguiria a tradição política familiar, ainda de época anterior ao próprio descobrimento do Brasil, e o caçula haveria de ingressar na vida religiosa.
O pai, D. Marcos Francisco de Araújo Costa, diferentemente do que algumas versões registram, não nasceu em Portugal. Na realidade ele, por sua vez, era filho de um nobre português da Casa dos Paiva, cujo sobrenome foi suprimido no registro do filho, que recebeu o apelido familiar de seu avô materno D.Manuel Francisco de Araújo Costa, um dos primeiros colonizadores a deter posse oficial de terras no Piauí, onde se instalou em 1697. Este primeiro ocupante da Família era sexto neto do casal D. João Velho de Araújo e D. Mécia de Sousa, a qual era, por seu turno, sexta-neta em linha varonil do rei D. Afonso III de Portugal, o bolonhês. D. Marcos Francisco de Araújo Costa foi capitão-mor de Oeiras, juiz em Jerumenha e membro da Junta Governativa da Capitania do Piauí entre 1784 e 1786. Casou-se com D. Maria Rodrigues Santana, herdeira de muitas posses, e filha de Valério Coelho Rodrigues, outro português de origem fidalga. Desta união aristocrática nasceram sete filhos: Inácio Francisco, Francisco Manuel, Josefa, Maria, Ana, Antônia e o padre Marcos de Araújo Costa. Contudo, desiludido com as causas da capital, Oeiras, o coronel Marcos Francisco decidiu reunir sua família para estabelecer-se em sua Fazenda Boa Esperança, uma das mais prósperas à época, cuja herdade passaria para seu filho caçula.
O próprio coronel Marcos Francisco foi o primeiro mentor de seus rebentos, lhes transmitindo conhecimentos de letras, boas maneiras e noções de latim. Nesta disciplina, destacava-se o menino Marcos de Araújo, que depois seguiu para o Maranhão e por fim a Pernambuco, onde ficou matriculado no Seminário de Olinda.
No Seminário de Olinda, em Pernambuco, Marcos de Araújo Costa teve como mestre o padre João Ribeiro, um dos líderes da Revolução de 1817, que lhe formou o espírito cívico e nacionalista.
De Olinda, Marcos obteve a permissão e os recursos do pai e seguiu para se ordenar padre, em Coimbra, Portugal. Pouco antes de sua ordenação, entretanto, recebeu uma notícia trágica: a morte do pai.
Ordenado padre, em atenção às suas qualidades de inteligência, sensatez, devoção e dedicação demonstrada durante seus estudos em Portugal, o bispo recomendou que Marcos Araújo ingressasse no Colégio de Roma, a fim de seguir o Curso de Teologia no Seminário Romano. Este recusou para voltar.
“Desde que nasci não pensei em outra coisa a não ser padre e fundar uma escola na fazenda de meu pai, em Boa Esperança”, registrou padre Marcos, que celebrou sua primeira missa em 1805, no dia 15 de agosto, data que marca a Ascensão de Maria aos Céus, também chamada de Nossa Senhora da Glória, das Mercês ou da Esperança, de acordo com os dogmas católicos.
Ao retornar de Portugal, ficou em Recife por um período de seis anos (de 1805 a 1811), depois trabalhou no interior do Rio Grande do Norte por dois anos (1811 a 1813) até chegar a Oeiras, onde ficou por sete anos (de 1813 a 1820). Ao retornar ao Brasil, o padre Marcos sempre visitava a Fazenda Boa Esperança e alimentava a intenção de lá constituir uma escola de ensino elementar – como fizera o pai - e se dedicar ao setor primário: “Gosto da vida no campo, vou cuidar um pouco da agricultura, quero plantar algodão e cana. Vou experimentar plantar fumo”.
Estabelecido de volta à Fazenda Boa Esperança herdada do pai, padre Marcos deu continuidade ao trabalho de transmissão de saber: além das primeiras letras, ensinou também latim, francês, teologia e retórica filosófica. Não cobrava nenhuma recompensa material ou financeira pelo trabalho.
“Padre Marcos renunciou aos mais elevados cargos, conquistados pelo seu elevado merecimento, como os de presidente da província, membro do Conselho do Governo, (e de continuar) deputado à Assembleia Legislativa e se recolheu na Fazenda Boa Esperança onde funda um colégio de instrução”, registra monsenhor Cícero Nunes, em “Notas para a História Religiosa do Piauhy”, editado pelo Almanach Piahyense, editado em 1937.
Por conta de sua dedicação à causa pública durante mais de meio século, como educador, padre e cidadão lhe é conferida a Carta de Cavalheiro e depois a de Comendador da Ordem de Cristo.
Por indicação política foi membro da Junta Defensiva durante a Conferência do Equador de 20 de setembro de 1824 e do Conselho de Governo criado por Decreto de 20 de outubro de 1823, como vice-presidente, e deputado à Assembleia Provincial do Piauí, instalada em 1835, sendo para o período de 1835/39. Recusou, segundo o historiador pernambucano Francisco Augusto Pereira da Costa [Cronologia Histórica do Estado do Piauí], outros elevados cargos, a que fazia jus pelo seu nascimento.
“Cargos de mando nunca os exerceu. Fugia deles porque achava que sua missão era outra e os cargos deviam ficar para os civis e os militares mais preparados do que ele para exercê-los”, escreveu o deputado estadual Homero Castelo Branco em seu livro “O Padre Marcos”, editado em 1998.
O Visconde da Parnaíba, Manoel de Sousa Martins, não entendia a falta de ambição de seu primo Marcos. “Como é possível que uma pessoa tenha estudado tanto, aprendido tanta coisa, em escolas de Portugal e do Brasil, e depois não procura tirar proveito?”, questionava.
Foi um benemérito. E, como tal, reconhecido, entre outros presidentes, pelo Conselheiro Zacarias de Góis e Vasconcelos, que governou o Piauí, no período de 28 de julho de 1845 a 17 de setembro de 1847, e que assim se expressou em mensagem apresentada à Assembleia Provincial, em 1845:
“O ensino particular pode dizer-se é nenhum, pois de primeiras letras há algumas escolas a cargo de notável exceção desta regra o ensino do Padre Marcos de Araújo Costa e sua Fazenda Boa Esperança.
Vós sabeis senhores, que de longo tempo tem esse ancião respeitável formado em sua casa uma espécie de colégio, no qual ensina a grande número de moças não só as primeiras letras, senão latim, francês, retórica, filosofia e teologia, sem receber gratificação alguma de seus alunos, e o que mais é, sustentando-os à sua custa ainda quando são filhos de pessoas abastadas. O raro desinteresse, com que assim se presta o reverendo Padre Marcos à ilustração de uma parte da mocidade de sua província, e geralmente a tudo que é de utilidade pública, tornando-o benemérito da não comum estima que lhe consagram os seus concidadãos, única recompensa a que aspira e que tem recebido.
Cheio de júbilo, senhores, aproveito a ocasião solene, em que falo em presença da província representada por seus delegados, para dar publicamente àquele cidadão os louvores que merece por tão assinalados serviços”.
Falecido a 4 de novembro de 1850. Pelas leis nºs 463 e 492, de 1859, foi autorizado pelo presidente da província a “mandar levantar um mausoléu na Igreja Matriz da Vila de Jaicós para nele serem depositados os restos mortais do Padre Marcos de Araújo Costa”, homenagem justa e merecida ao virtuoso e exemplar educador, que tantos e relevantes serviços prestou ao Piauí e ao Brasil.
Em uma das reformas da igreja, construída em 1837 pelo Padre Marcos, o túmulo do sacerdote ficou encoberto pelo piso em mosaico da capela-mor. No local em que estão os restos mortais do padre foram colocadas letras manuscritas e os mesmos dizeres na lápide de mármore branco em uma das colunas da capela, do lado direito de quem entra com os dizeres:
NESTA CAPELA MÓR
JAZEM OS RESTOS MORTAES
DO RVD PADRE
MARCOS DE ARAÚJO
COSTA
FUNDADOR DESTA MATRIZ,
CAVALLEIRO E COMENDADOR
DA ORDEM DE CHRISTO,
NASCIDO NO ANO DE 1.778
FALLECIDO A 4 DE NOVEMBRO DE 1.850
RESQUIESCAT IN PACE
P.N.A.M

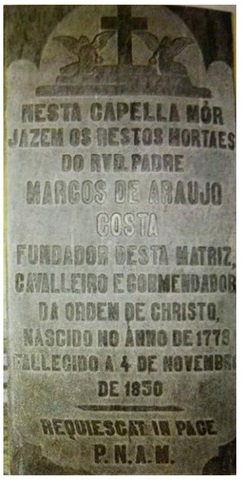
Lápide demarcando o local de sepultamento do padre Marcos de Araújo Costa

Fonte: Folha de Picos – Caderno especial sobre 171 anos de Jaicós
Decidido a retomar a tradição política de sua Casa, Inácio Francisco de Araújo Costa regressou para a Fazenda Estreito, na zona rural de Oeiras (uma das inúmeras propriedades de sua família), onde participava das articulações ao lado de seu primo-irmão, Manuel de Sousa Martins, o futuro Visconde da Parnaiba, que resultariam em 23 de janeiro de 1823 na adesão do Piauí à causa da Independência do Brasil. Dentre os inúmeros cargos administrativos e políticos que exerceu, Inácio Francisco de Araújo Costa foi Capitão-Mor de Oeiras (1823), comandante da polícia do Piauí, Tenente-Coronel (1824), membro da Junta Governativa da Província de 24 de janeiro de 1823 a 19 de setembro de 1824 e presidente da província do Piauí entre 9 de dezembro de 1826 e 13 de fevereiro de 1829. Posteriormente foi deputado provincial do Piauí (1835-1837) e novamente entre 1842 e 1843, esta foi sua última atividade política. Estava prestes a ser titulado Barão do Estreito (nome de sua Principal Fazenda) quando faleceu. No ano de 1831, durante o segundo e mais longo governo de Manuel de Sousa Martins, Inácio Francisco de Araújo Costa propôs ao Conselho de Governo a abolição da escravatura no Piauí [1]
Casou-se com D.Isabel Brígida da Purificação, neta dos colonizadores portugueses D.Antônio Pereira da Silva e D.Maria da Purificação, senhores de vastos domínios em Valença do Piauí e ambos descendentes de D.Álvaro da Silva, comendador da Ordem de Calatrava e terceiro filho varão de Filipa da Silva, 4ª Condessa de Portalegre. Desta união nasceram os seis filhos:
1. D.Umbelina Maria da Conceição. Casada com Raimundo de Sousa Martins, filho de Manuel de Sousa Martins, o visconde da Parnaíba. Desta união nasceram:
1.1. D.Maria Tereza de Sousa Martins. Casada com Teotônio de Sousa Mendes, o qual foi vice-presidente da Província do Piauí.
1.2.D.Eulália Carolina de Sousa Martins. Casada com Manuel Antônio de Carvalho.
1.3.D.Isabel Brígida de Sousa Martins. Casada com seu primo Clementino de Sousa Martins.
1.4.D.Maria Raimunda de Sousa Martins, nasceu em 1834 e faleceu em 9/3/1859. Casada com José Luís da Silva Moura.
1.5.Cap. D.Manuel Inácio de Sousa Martins. Casado com Ana Maria Barbosa Dantas.
1.6.D.Marcos de Sousa Martins, que faleceu na infância.
2.Comendador D.Francisco José de Araújo Costa. Nasceu na Fazenda Estreito no ano de 1806 e faleceu no município de Marvão, na fazenda Canabrava no dia 08 de agosto de 1882, aos 76 anos de idade [2]. Um dos maiores potentados de seu tempo; proprietário de diversas fazendas em Valença e Castelo do Piauí, nomeadamente a célebre Fazenda Curaçá, onde viveu com sua esposa, filhos e alguns netos. Foi Comendador da Ordem de Cristo e vice-presidente da Província do Piauí [3]. Casado com D.Emília Carlota Barbosa Dantas Soares da Silva. Estes foram os pais de:
2.1.D.Maria da Purificação de Araújo Costa. Casada com Francisco Clementino de Sousa Martins.
2.2.Cap. D.Marcos de Araújo Costa. Nasceu em 1836 e faleceu em 14/11/1898. Segundo filho do Comendador Francisco José e seu primeiro herdeiro varão, D.Marcos viveu no auge da prosperidade econômica de sua família, sendo educado nos mais finos padrões cavalheirescos; célebre por sua personalidade extravagante e dispendiosa, seu título de capitão era meramente ostensivo, um símbolo de sua vaidade, uma vez que sua riqueza e concepção ideológica o dispensaram de exercer qualquer atividade profissional, assim, ele acabaria por dilapidar grande parte de sua herança. Casado em primeiras núpcias com sua prima de primeiro grau, D.Carlota Francisca de Macedo, de cujo matrimonio nasceram oito filhos:
- D.Manuel de Araújo Costa, nasceu em 1862;casado com sua prima D.Josita de Jesus Madeira.
- D.Maria Emília Carlota de Araújo Costa, nasceu na fazenda Curaçá, em 14/06/1866 e faleceu na Fazenda Olho d'água (então município de Floriano e atualmente de Itaueira) em 02/12/1939. Em 1886 foi desposada por D.Manuel Augusto Soares, fazendeiro e delegado em Valença do Piauí, onde este casal residia na fazenda ferreiro, sendo ele descendente direto de D.Pedro da Veiga Soares, "o patriota" fidalgo português que se estabeleceu na Bahia, face a sua oposição ao governo dos reis Filipes[4]. O casal Maria Emília e Manuel Augusto, foram pais de cinco filhos: D.Justino Augusto Soares, D.Marcos de Araújo Costa Neto, D.Francisco de Araújo Costa Soares, D.Carlota de Araújo Costa Soares e D.Josias de Araújo Costa Soares; tendo o citado casal, amplo número de descendentes, dentre os quais seu trineto, em linha varonil, o historiador e genealogista, D.Álvaro K. S. Soares. No início do ano de 1939, poucos meses antes de completar suas bodas de ouro, D.Maria Emília Carlota de Araújo Costa ficou viúva, convivendo alguns dias na companhia de seu neto mais velho, D.Otacílio Augusto Soares(1919-2008), até que ela passou a residir na fazenda olho d'água, de propriedade de seu filho Marcos, onde ela viria a falecer poucos meses depois.
- Dr.Raimundo de Araújo Costa, nasceu em 10/10/1868 e faleceu em 14/09/1921, bacharel em direito pela Faculdade do Recife. Casado com D.Maria da Motta Miranda, sendo pais de: D.Guilherme, D.Luitgard, D.Conceição de Araújo Costa(1899-1942), D.Ana , D.Emília, D.Manuel, D.Constância, D.Vinícius, D.Gregório, D.Petrônio.

- D.Gustavo de Araújo Costa, casado com D.Rosa Carvalho dos Santos, pais de: D.Carolina, D.Emília, D.Carlota,e Dr.Marcos de Araújo Costa Neto(segundo deste nome)
- D.José de Araújo Costa, Casado com D.Maria Vitoria, pais de D.Francisco de Araújo Costa.
- D.Rachel de Araújo Costa, casada com D.Francisco Martins de Araújo Costa, pais de D.Isabel, D.Francisca e D.Marcos Martins de Araújo Costa.
- D.Maria de Jesus de Araújo Costa, nascida em 1875 e falecida em 1932. Casou-se em primeiras núpcias em maio de 1894 com D.Arlindo Augusto Soares Silva(irmão de D.Manuel Augusto Soares), de cujo consórcio nasceram: D.Ester de Araújo Costa Soares e o Major Arlindo de Araújo Costa Soares.
- D.Maria da Assunção de Araújo Costa, nasceu em 1883 e faleceu em 1955; casada com Deusdedit Rodrigues de Albuquerque, pais de Antônio, Japhet, Djalma, Cristina, Aarão, Petronilha, Vitória, Carlota,Jovita, Helena, Joaquim, Newton e Artur. Viúvo, o capitão Marcos de Araújo Costa desposou em segundas núpcias uma senhora chamada Josina, de cujo matrimônio nasceram mais três filhos:
- D.Ladislau de Araújo Costa, casado com Ozenir Moreira da Silva
- D.Izabel de Araújo Costa.
- D.Adelaide de Araújo Costa, casada com José Moreira da Silva. O Capitão Marcos, foi sepultado no cemitério particular da Família Araújo Costa na Fazenda São João de Sena, também em Valença-Pi, onde também repousam os restos mortais de seus netos D.Justino Augusto Soares (1888-1963) e D. Conceição de Araújo Costa (1899-1942), os quais além de primos, eram também Cônjuges.

2.3.Dr. Carlos Francisco de Araújo Costa, nasceu em 1840 e faleceu em 10/7/1922; Bacharel em Direito , desembargador e Presidente do Tribunal de Justiça do Estado do Piauí. Casado com sua sobrinha D.Lisbela Clementino de Sousa Martins; foram os avós maternos de Joao Henrique de Araújo Costa Rebelo, que por seu turno, foi o pai dentre outros, do Dr.João Henrique Ferreira de Alencar Pires Rebelo (Henrique Rebelo), que nasceu em 26 de julho de 1963, sendo portanto bisneto do dr. Carlos Francisco .
2.4.D.Belisa de Araújo Costa, que faleceu solteira.
2.5.D.Isabel de Araújo Costa.
2.6.D.Raimunda de Araújo Costa.
2.7.Coronel D. Gabriel de Araújo Costa delegado de Marvão, hoje Castelo do Piauí, Casado em primeiras núpcias com D.Maria Josina de Sousa Martins, tendo com esta três filhos.
- D.Maria Brígida de Araújo Costa
- D.José Bonifácio de Araújo Costa
- D.João Gabriel de Araújo Costa, foi o segundo esposo de D.Maria de Jesus de Araújo Costa, sua prima(uma das filhas do primeiro casamento do Capitão D.Marcos de Araújo Costa e de D.Carlota Francisca de Macedo), com descendência.

... e em segundas núpcias com Maria Magdalena da Conceição, tendo com esta quatro filhos:
- Coronel Ignácio Francisco de Araújo Costa (06/05/1888-12/02/1942), casou-se com Maria Lopes da Silva, nascida em 1893 e falecida em 1950, Filha de Joaquim Lopes de Maria com Antônia Lopes da Silva, em Praça Saraiva, Residência do Coronel Inácio Costa. onde tiveram juntos 10 filhos.:

1. Anália Lopes de Araújo Costa, casada com Areolino do Rêgo Abreu(n.03/04/1907, f.27/06/1977),filho do dr. Areolino Antonio de Abreu.
2. José Lopes de Araújo Costa, casado em primeiras núpcias com Antônia Cardoso de Macedo e em segundas com Benilda Lopes Campelo - Teve 7 filhos: Edvaldo, Evaldo, Edelson, Edna, Ednalva, Ednaldo e um que morreu criança. Edelson teve cinco filhos: Gabriela, Edelson Filho, Vinicius, Guilherme e Endrews Costa.
3. Manoel Lopes de Araújo Costa, falecido solteiro ainda jóvem, oficial do exército das agulhas negras.
4. Josepha Lopes de Araújo Costa (Zezita) casada com Raimundo Freire,
5. Inácio Francisco de Araujo Costa Filho (Inacinho) casado com Marlene Machado,
6. Edward Lopes de Araújo Costa falecido criança,
7. Luís Gonzaga de Araújo Costa casado com Doralice Rodrigues Costa,
8. Maria do Carmo Lopes de Araújo Costa casada com Pedro Carvalho,
9. Guilherme Tell de Araújo Costa casado com sua prima paterna, Theresa de Jesus Oliveira de Araújo Costa (08 filhos)
10. Teresinha Lopes de Araújo Costa, casada com Antônio Rodrigues (04 filhos)

- Cel. Guilherme Tel de Araújo Costa casado com Dionisia Oliveira de Araujo Costa, ela filha de Philadelfino José de Oliveira e Francelina Maria de Oliveira,,casal Corajoso, tiveram juntos 20 Filhos entre eles: (Deuzuite, Gabriel, Manoel, Walter, Adalgisa, Hudson, Nelson, Newton, Cecília, Maria, Odynéia, Inácio, Guilherme, Theresa de Jesus, Maria do Socorro, Joel, Diniz e Dionízio Oliveira de Araújo Costa) e após o falecimento de Dionízia, Guilherme se casou em segundas núpcias com Maria Portela e teve mais 03 filhas: Célis Portela de Araújo Costa, Euzenir Portela de Araújo Costa (historiadora autora dos livros " O Piauí" e "Teresina" e Idjanira Portela de Araújo Costa (Miss Piauí Internacional / Mundo / Universo 1960)
- Cecília de Araújo Costa
- Emília de Araújo Costa

2.8.D. Tereza de Araújo Costa.
2.9.D. Lavínia Fideralina de Araújo Costa. Casada com D. Manuel Clementino de Sousa Martins.
3.Coronel D. Manuel Inácio de Araújo Costa. Senhor da Fazenda Estreito, Coronel da Milícias Imperiais. Casado com D.Maria Bárbara da Purificação Osório. Estes foram os pais de:
3.1.D. Manuel Osório de Araújo Costa. Casado com D.Cornélia Laura Avellino. Estes foram os avós maternos de D. Cornélia Sarmento de Araújo Costa (1908-1997), cujo marido, o Major D.Arlindo de Araújo Costa Soares (1897-1989) também era neto do Cap. Marcos de Araújo Costa, acima citado. Este último casal teve vasta descendência, sendo a sua filha secundogênita, D.Maria de Araújo Costa Soares(nascida em 22/05/1929), a qual foi desposada no ano de 1945 por seu primo de 3º grau, Otacílio Augusto Soares-acima mencionado.
3.2.D. Inácio Osório de Araújo Costa.
3.3.D. Augusto Osório de Araújo Costa. Casado com Maria Augusta de Morais Rego.
3.4.D. Raimundo Osório de Araújo Costa, que faleceu solteiro.
3.5.D. Fausto Osório de Araújo Costa.
3.6.D. Urbano Osório de Araújo Costa.
3.7.D. Josefina de Araújo Costa.

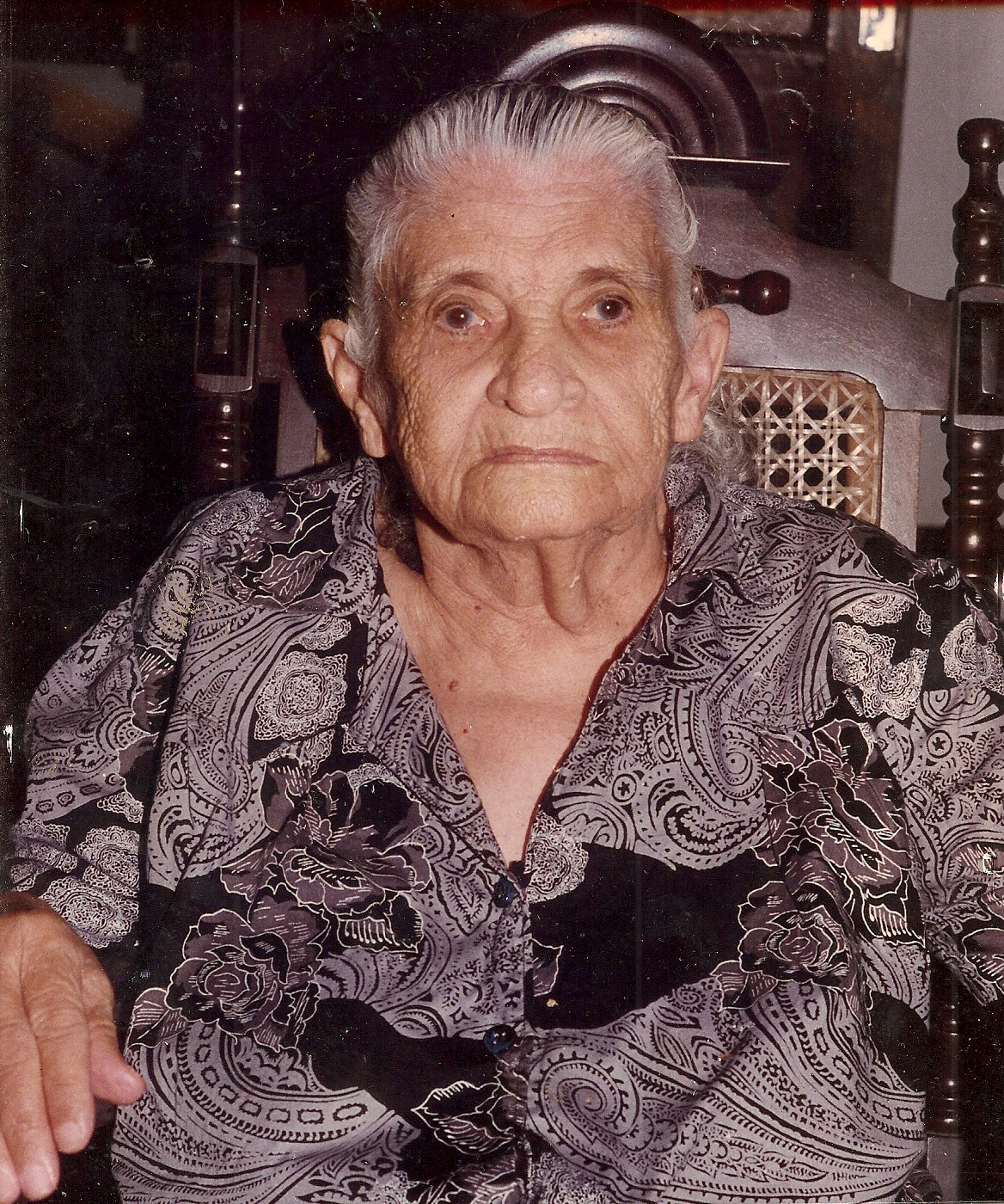
D.Cornélia Sarmento de Araújo Costa, trineta do governador D.Inácio Francisco de Araújo Costa e uma das testemunhas centrais do passado familiar. Residiu entre 1908 e 1988 na célebre fazenda Estreito(Oeiras-PI), herdado por via materna de seu ancestral.

4. D.Carlota de Araújo Costa. Casada com D.Manuel Rodrigues de Macedo, neto de D.Valério Coelho Rodrigues. Este casal teve quatro filhos:
4.1.D. Carlota Francisca de Macedo. Casada com seu primo, capitão D.Marcos de Araújo Costa.
4.2.D. Maria Benedita de Macedo. Casada com D.Floriano Rodrigues de Araújo Costa.
4.3.D. Tereza de Jesus Macedo. Casada com Antônio Francisco Ramos.
4.4.Dr. José Rodrigues Coelho de Macedo; bacharel em direito, faleceu solteiro.
5. D.Tereza de Araújo Costa. Casada com Rodrigo de Sousa Martins, sobrinho de Manuel de Sousa Martins, o visconde da Parnaíba. Desta união não houve descendentes.
6. D. Inácio de Araújo Costa. Casado com Ana Isabel do Nascimento. Este casal gerou apenas uma filha:
6.1.D.Carolina Cândida de Araújo Costa. Casada com D.Cândido de Sousa Martins.